# Amyris centinelensis
Amyris centinelensis är en vinruteväxtart som beskrevs av Cornejo. Amyris centinelensis ingår i släktet Amyris och familjen vinruteväxter. Inga underarter finns listade i Catalogue of Life.